# Sverris saga

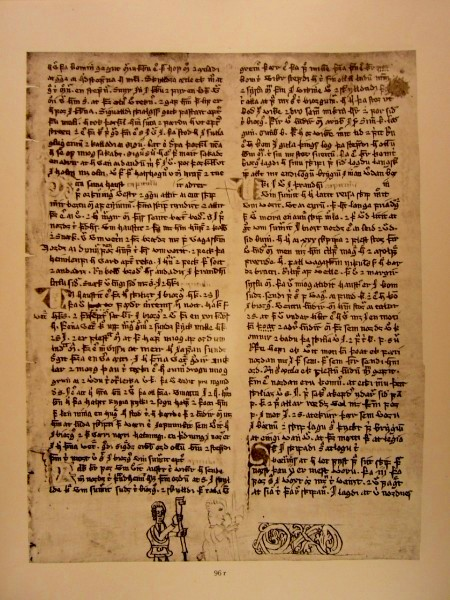
Page de la Sverris saga

La Sverris saga est une des Sagas royales. Son sujet est le roi  Sverre Sigurdsson de Norvège qui règne de 1177 à 1202 et elle est la principale source pour cette période de l'histoire du royaume de Norvège. Comme le dit l'avant-propos, la saga dans sa forme finale se compose de plusieurs parties. Sa rédaction commence en 1185 sous le supervision directe du roi. On ignore quand l'ouvrage a été terminé mais il était déjà bien connu quand Snorri Sturluson commence à écrire l' Heimskringla dans la décennie 1220 car Snorri termine son récit au moment où  la Sverris saga commence. Cette saga est contemporaine ou quasi contemporaine des événements qu'elle évoque. elle est bien évidemment composée par un auteur qui éprouve de la sympathie pour la cause du roi Sverre, mais les stricts principes de ce genre littéraire lui impose une certaine impartialité,.

## Origine et composition
La première partie distincte de la saga est dénommée  Grýla  et décrit les événements survenus jusqu'aux conséquences de la première grande victoire de Sverre à la Bataille de Kalvskinnet (Slaget på Kalvskinnet) dans les alentours de Nidaros en 1179. Le récit est centré sur la revendication de Sverre d'être le fils du roi Sigurd Munn et de sur sa lutte contre son concurrent et rival Magnus Erlingsson soutenu par son père le régent Erling Skakke. Selon l'avant-propos, « Grýla » a été écrit par Karl Jónsson, l'abbé du monastère de Þingeyrar (Þingeyrarklaustur) au nord de l'Islande. Karl Jónsson est connu pour avoir s'être rendu en Norvège de 1185 à environ 1188. Sverre est censé avoir servi de « principale source de Grýla » et décidé ce qui devrait être écrit. Selon le récit, en 1197, des ennemis de Sverre se seraient introduits dans le château de Sverresborg à l'heure du dîner par une porte secrète. Après avoir capturé la garnison et pillé l'endroit, ils auraient jeté le corps d'un homme dans le puits du château, pour l'empoisonner. Un squelette retrouvé dans ladite cavité en 1938 et étudié en 2024 semble corroborer le récit. Ce serait la première fois qu'une découverte archéologique va dans le sens d'un évènement aussi précis d'une saga.
La Saga se termine à la mort de Sverre en 1202 et a été complétée par la suite, peut-être également par Karl Jónsson,

## Style
Grýla  est écrit dans un style unique qui, dans une certaine mesure, semble être inspiré par la longue tradition médiévale de l'hagiographie. Le style de la  Sverris saga  est très différent de celui des synoptiques norvégiens antérieurs. Au lieu de se concentrer étroitement sur le roi et les événements majeurs de l'État, la Sverris saga est une biographie détaillée et riche avec un large éventail de personnages, des scènes élaborées et des dialogues. La saga est la plus détaillée dans la représentation des nombreuses batailles Sverre doit mener et gagner afin de maintenir une monarchie unifiée dans le pays, la saga est particulièrement détaillée quand il s'agit de discours de Sverre, ainsi que ses batailles et sa stratégie militaire

## Traduction en français
- Karl Jónsson La Saga de Sverrir, roi de Norvège traduite, annotée et présentée par Torfil H. Tulinius. Les Belles Lettres, Paris 2010,  (ISBN 978-2251-07114-5) préface de Régis Boyer.